# Myoprocta acouchy
El acuchí rojo (Myoprocta acouchy) es una especie de roedor histricomorfo de la familia Dasyproctidae, una de las dos especies de acuchís sudamericanos del género Myoprocta.

## Características
El acuchí rojo es un roedor sudamericano que alcanza un tamaño aproximado de 35 cm. Tiene las patas largas y delgadas, la cola es corta y termina en un mechón de pelos.

## Distribución
Habita en América del Sur: en Guayanas, Brasil y, posiblemente también, en Colombia.

## Biología
Después de un período de gestación de 99 días aproximadamente, suelen nacer 2 crías. Los pequeños son precoces y se refugian en hendiduras del terreno o, más raramente, en alguna madriguera excavada por otro animal, hasta que cuentan varias semanas de vida. La madre va a visitarlos para alimentarlos.